# Elmar Pichler Rolle
Elmar Pichler Rolle (* 26. Februar 1960 in Bozen als Elmar Pichler) ist ein italienischer Journalist und Politiker aus Südtirol. Er war von 2004 bis 2009 Obmann der Südtiroler Volkspartei und von 2013 bis 2014 Mitglied der Landesregierung.

## Leben
Nach dem Besuch einer Oberschule in Bozen arbeitete Pichler Rolle längere Zeit als Journalist für die Südtiroler Tageszeitung Dolomiten und war von 1991 bis 1995 Chefredakteur der Sonntagszeitung Zett, beide herausgegeben vom Medienhaus Athesia.
Seine politische Tätigkeit begann Pichler Rolle als SVP-Jugendreferent von Bozen, mit 25 Jahren konnte er erstmals in den Gemeinderat einziehen. Von 1989 bis 1995 war er Sprecher der Fraktion, von 1995 bis 2005 Vizebürgermeister der Landeshauptstadt Bozen und als solcher Mitglied der SVP-Parteileitung. Im Herbst 2005 wurde Pichler Rolle wieder Vizebürgermeister von Bozen und zusätzlich Stadtrat für Haushalt und Wirtschaft.
Im April 2004 wurde Pichler Rolle zum Parteiobmann der Südtiroler Volkspartei gewählt; sein Vorgänger in diesem Amt war seit 1992 Siegfried Brugger. Nach eher glücklosem Agieren – unter Pichler Rolles Führung rutschte die SVP bei wichtigen Wahlen erstmals unter die psychologisch bedeutsame 50 %-Marke – wurde auf der 55. Landesversammlung am 18. April 2009 Richard Theiner zu seinem Nachfolger gewählt.
Am 26. Oktober 2008 konnte Pichler Rolle mit 24.300 Vorzugsstimmen ein Mandat für den Südtiroler Landtag und damit gleichzeitig den Regionalrat Trentino-Südtirol erringen und schied in der Folge aus dem Bozner Gemeinderat aus. Im Südtiroler Landtag war er bis Anfang 2013 Fraktionsvorsitzender der SVP.
Am 5. Februar 2013 wurde Elmar Pichler Rolle nach dem Ausscheiden von Hans Berger in die Südtiroler Landesregierung gewählt, nachdem die Wahl des vorherigen Kandidaten Arnold Schuler im Jänner gescheitert war. Pichler Rolle übernahm im Kabinett Durnwalder V als Landesrat die Zuständigkeit für Landschafts-, Umweltschutz und Raumordnung sowie Grundbuch- und Katasterwesen. In der Folge bewarb er sich in der Nachfolge Luis Durnwalders als Spitzenkandidat der SVP für die Landtagswahlen im Herbst, unterlag jedoch deutlich Arno Kompatscher, der bei der Basiswahl 82,4 % der Stimmen der Parteimitglieder auf sich vereinen konnte.
Bei den Landtagswahlen 2013 verpasste Pichler Rolle überraschend mit lediglich 5.132 Vorzugsstimmen und als somit 26. auf der SVP-Liste klar die Wiederwahl. In der Folge zog er sich aus der Politik zurück, kehrte zu seinem früheren Arbeitgeber Athesia zurück und übernahm in dessen Auftrag die Geschäftsführung der Schnalstaler Gletscherbahn AG. Seit 2017 bei Athesia im Kommunikationsbereich tätig, kündigte Pichler Rolle Anfang 2018 erneut seine Kandidatur auf der SVP-Liste für die italienischen Parlamentswahlen an, zog diese dann aber im letzten Moment zurück.
2025 wurde er in der Nachfolge Toni Ebners Chefredakteur der Dolomiten.